# Trevico (stolica tytularna)
Trevico (łac. Dioecesis Trevicensis) – stolica historycznej diecezji w Italii erygowanej ok. roku 900, a włączonej w roku 1818 w skład diecezji Lacedonia.
Współczesne miasto Trevico w prowincji Avellino we Włoszech. Obecnie katolickie biskupstwo tytularne ustanowione w 1968 przez papieża Pawła VI.

## Biskupi tytularni
| Lp. | Biskup                   | Funkcja                               | Od               | Do               |
| --- | ------------------------ | ------------------------------------- | ---------------- | ---------------- |
| 1   | Edmund Ilcewicz          | biskup pomocniczy lubelski            | 14 kwietnia 1969 | 12 września 1981 |
| 2   | Johannes Antonius de Kok | biskup pomocniczy Utrechtu (Holandia) | 15 stycznia 1982 |                  |